# Kitayama Bunka
Kitayama Bunka (北山文化, , Cultura Kitayama) um estilo cultural tradicional japonês da época do Shogun Ashikaga Yoshimitsu (1358-1408) centrada no Palácio Kitayama em Kyoto.
Este período se caracterizou pela fusão das Cortes do Norte e do Sul e pela retomada das relações com a China dos Ming provocando um afluxo de tecnologias, culturas e filosofias chinesas que contribuíram para a elaboração da nova cultura no Período Muromachi desencadeando intensamente as atividades culturais: literatura dos gozans, pintura a tinta (Sumi-ê e suiboku), do teatro (Teatro Nō), da Cerimônia do Chá (chanoyu), e na confecção das cerâmicas japonesas.
Kitayama Bunka é frequentemente comparada com Higashiyama Bunka (cultura Higashiyama) do início do período Muromachi. Neste sentido, a arquitectura do pavilhão Kinkaku-ji, representativa da cultura Kitayama, é comparada com Ginkaku-ji, representante da cultura Higashiyama.